# Рооба, Меэлис
Меэлис Рооба (эст. Meelis Rooba; 20 апреля 1977, Каарука, Роосна-Аллику, Ярвамаа) — эстонский футболист, полузащитник, футбольный тренер. Выступал за национальную сборную Эстонии.

## Биография

### Клубная карьера
Начал заниматься футболом в Пайде (тренер — Виктор Метс) и Таллине (тренер — Ааво Сарап). В 16-летнем возрасте сыграл дебютный матч в чемпионате Эстонии в составе «Нормы».
В 1995 году подписал контракт с таллинской «Флорой», провёл в системе клуба десять лет, в том числе несколько сезонов выступал в аренде в других клубах Эстонии. В основном составе «Флоры» дебютировал в сезоне 1996/97. В составе клуба трижды подряд становился чемпионом Эстонии (2001, 2002, 2003), несколько раз выигрывал серебро.
По окончании сезона 2004 года завершил профессиональную карьеру. В 2006—2007 годах играл за команду футбольной школы Андреса Опера (Таллин) в одном из низших дивизионов. В 2008—2010 годах был играющим тренером в «Пайде», выступал в высшем дивизионе на правах футболиста-любителя. С 2010 года сосредоточился на тренерской работе, но продолжал выходить на поле в низших дивизионах.

### Карьера в сборной
Дебютный матч за национальную сборную Эстонии сыграл 7 июля 1996 года против Латвии. Первый гол забил 30 октября 1996 года в ворота сборной Финляндии. Всего принял участие в 50 матчах и забил 4 гола.

### Тренерская карьера
В 2008 году стал играющим тренером в клубе «Пайде», ассистировал сначала своему бывшему детскому тренеру Виктору Метсу, а затем — Эрки Кескюле. В июле 2010 года сам возглавил команду и тренировал её на протяжении шести с половиной лет. В 2015 году вывел команду в финал Кубка Эстонии, что является наивысшим достижением в истории клуба. В 2016 году «Пайде» занял девятое место среди 10 участников и сохранил место в высшем дивизионе только через переходные матчи, по окончании сезона тренер подал в отставку.
Имеет тренерскую лицензию УЕФА (2017).

## Личная жизнь
Брат Урмас Рооба (род. 1978) тоже был футболистом, сыграл 70 матчей за сборную Эстонии.

## Достижения
- Чемпион Эстонии: 2001, 2002, 2003
- Серебряный призёр чемпионата Эстонии: 1996/97, 1999, 2000
- Обладатель Суперкубка Эстонии: 2002, 2003, 2004